# Satu Kunnas
Satu Kunnas (ur. 3 września 1977 w Helsinkach), fińska futbolistka (bramkarka), zawodniczka fińskiego klubu FC United, półfinalistka Mistrzostw Europy 2005.